# Piotr Kawiecki
Piotr Kawiecki (ur. 1 września 1953, zm. 11 grudnia 2022) – polski filozof kultury i estetyk, prof. dr hab.

## Życiorys
28 września 1998 habilitował się na podstawie pracy zatytułowanej Kulturowe pojmowanie sztuki. Został zatrudniony na stanowisku profesora i dyrektora w Międzywydziałowym Instytucie Nauk o Sztuce Akademii Sztuk Pięknych w Gdańsku.
Był profesorem nadzwyczajnym w Instytucie Ekonomicznym Państwowej Wyższej Szkole Zawodowej w Elblągu, oraz w Instytucie Historii Sztuki na Wydziale Historycznym Uniwersytetu Gdańskiego.